# Johann Paul Wurfbain
Johann Paul Wurfbain (auch Johann Paul Wurffbain, * 14. September 1655 in Nürnberg; † 13. Januar 1711 ebenda) war ein deutscher Mediziner und Physicus in Nürnberg.

## Leben
Bevor Johann Paul Wurfbain ab etwa 1680 als Physicus in Nürnberg wirkte, besuchte er das Melanchthon-Gymnasium Nürnberg. Er ist Autor der ersten umfassenden Arbeit zur Biologie des Salamanders (Salamandrologia).
Am 14. Juli 1681 wurde Johann Paul Wurfbain unter der Matrikel-Nr. 97 mit dem akademischen Beinamen Hermes II. als Mitglied in die Leopoldina aufgenommen.
Als Nachfolger von Lukas Schröck war Wurfbain von 1693 bis 1710 Director Ephemeridum der Leopoldina und betreute in dieser Funktion als Schriftleiter die Herausgabe der seit 1683 beim Nürnberger Buchhändler Wolfgang Moritz Endter (1653–1723) gedruckten wissenschaftlichen Zeitschrift „Miscellanea curiosa sive Ephemeridum medico-physicarum“.
Der Ostindien-Reisende Johann Siegmund Wurffbain war sein Vater.

## Schriften
- Salamandrologia. Nürnberg, 1683 (Digitalisat)
- mit Johann Siegmund Wurffbain: Joh. Sigmund Wurffbains Vierzehen Jährige Ost-Indianische Krieg- und Ober-Kauffmanns-Dienste, In einem richtig geführten Journal- und Tage-Buch, In welchem Viel Denckwürdige Begebenheiten, wohlbeglaubte Erzehlungen, fern entlegener Länder und dero Einwohner annehmliche Beschreibungen, ausländischer Gewächse und Thiere deutliche Erklärungen, sambt vielen in Handlungs-Sachen dienlichen Wichtigkeiten vorgestellet werden, Auf vielfältig und offt wiederholtes Begehren mit unterschiedlichen Kupffern gezieret, Endter Nürnberg, 1686.